# Ficus subcuneata
Ficus subcuneata är en mullbärsväxtart som beskrevs av Friedrich Anton Wilhelm Miquel. Ficus subcuneata ingår i släktet fikonsläktet, och familjen mullbärsväxter. Inga underarter finns listade i Catalogue of Life.